# Vallåkra landskommun
Vallåkra landskommun var en tidigare kommun i dåvarande Malmöhus län. Kommunkoden var 1210.

## Historik
Kommunen bildades som storkommun vid kommunreformen 1952 genom sammanläggning av de tidigare kommunerna Bårslöv, Fjärestad, Kvistofta och Ottarp. Alla tillhörde Luggude härad dock tillhörde en del Kvistofta Rönnebergs härad. Den nya kommunen fick sitt namn efter tätorten Vallåkra. Orten var dock mycket mindre när de äldre landskommunerna bildades genom 1862 års kommunalförordningar, till exempel mycket mindre än den närliggande byn Kvistofta. När Landskrona & Helsingborgs järnväg mellan Helsingborg och Eslöv stod färdig i Rååns dalgång 1865 fick dock Vallåkra en station istället för Kvistofta, vilket gjorde att byn började expandera. Kommunens gränser motsvarade de nuvarande församlingsgränserna för Kvistofta församling tillsammans med de äldre gränserna för Ottarps församling (nu en del av Landskrona församling). Förutom huvudorten omfattade kommunen orterna Kvistofta, Bårslöv, Gantofta och Fjärestad. År 1954 uppfördes en ny brandstation i Vallåkra som även kom att fungera som kommunalkontor, bibliotek och poliskontor.
Endast 10 år efter att kommunen bildats, vid 1962 års riksdag, gjordes en ny översyn av kommunindelningen och våren 1964 fastställde Kungl. Maj:t en ny kommunindelning för riket. I denna föreslogs att Ödåkra landskommun tillsammans med landskommunerna Kattarp, Mörarp och Ödåkra skulle läggas samman med Helsingborgs stad och bilda Helsingborgs kommun. Den nya indelningen var frivillig och förhandlingar mellan de olika kommunerna påbörjades. Vallåkra hade redan ett flertal samarbetsavtal med Helsingborgs stad. Bland annat fick kommunen en del av sitt vatten från Helsingborg och under förberedelserna med sammanslagningen fick kommunerna gemensamma vatten- och avloppssystem. Dessutom fick kommunens högstadieelever från och med höstterminen 1965 tillgång till skolor i Helsingborg. Därutöver ingick Vallåkra tillsammans med de tre andra kommunerna i ett brandförsvarsavtal med Helsingborg, som innebar att man hade en gemensam brandchef och en heltidsanställd brandkår i Helsingborg tillsammans med deltidsbrandkårer i kommunerna.  En stor del av kommunens befolkning arbetspendlade också till Helsingborg. Kommunfullmäktige i Vallåkra såg därför en sammanläggning som självklar, men man önskade att en sådan skulle skjutas upp till den alternativa tidpunkten vid starten av 1974 istället för det ursprungliga datumet den 1 januari 1971. Helsingborg, Kattarp och Mörarp förespråkade däremot en sammanläggning vid utsatt datum och så blev också fallet.

### Kyrklig tillhörighet
I kyrkligt hänseende tillhörde kommunen församlingarna Bårslöv, Fjärestad, Kvistofta och Ottarp.

## Geografi
Vallåkra landskommun omfattade den 1 januari 1952 en areal av 77,06 km², varav 76,60 km² land.

### Tätorter i kommunen 1960
| Tätort   | Folkmängd |
| -------- | --------- |
| Gantofta | 366       |
| Vallåkra | 351       |

Tätortsgraden i kommunen var den 1 november 1960 20,6 procent.

## Näringsliv
Vid folkräkningen den 31 december 1950 var befolkningen i kommunens huvudnäring uppdelad på följande sätt:
- 51,7 procent av befolkningen levde av jordbruk med binäringar
- 27,1 procent av industri och hantverk
- 7,2 procent av handel
- 5,1 procent av samfärdsel
- 3,5 procent av offentliga tjänster m.m.
- 2,4 procent av husligt arbete
- 0,0 procent av gruvbrytning
- 3,0 procent av ospecificerad verksamhet.

Av den förvärvsarbetande befolkningen jobbade bland annat 48,7 procent med jordbruk och boskapsskötsel, 7,3 procent i metallindustrin. 304 av förvärvsarbetarna (20,9 procent) hade sin arbetsplats utanför kommunen.

## Politik

### Mandatfördelning i valen 1950-1966
| 14 | 16 | 3 | 2 |

| 33 |

| 14 | 14 | 3 | 4 |

| 33 |

| 13 | 15 |  | 6 |

| 34 |

| 15 | 14 |  | 5 |

| 34 |

| 14 | 14 | 3 | 4 |

| 34 |